# 上智大学大学院文学研究科・文学部
上智大学文学部（じょうちだいがくぶんがくぶ、英称:Faculty of Humanities）は、上智大学が設置する文学部。上智大学大学院文学研究科（じょうちだいがくだいがくいんぶんがくけんきゅうか、英称:Graduate School of Humanities）は、上智大学が設置する大学院文学研究科。

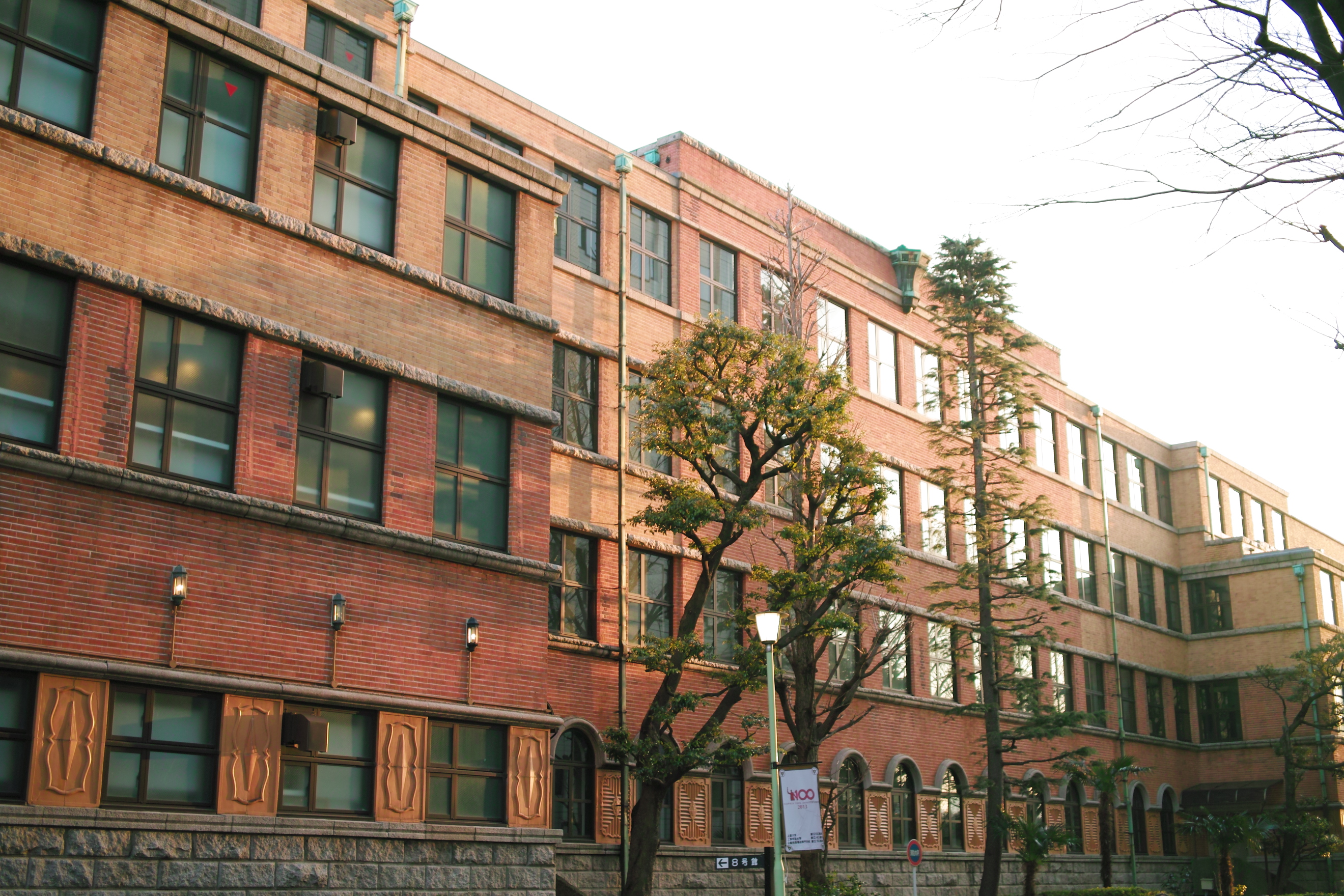
上智大学1号館（1932年竣工、スイス人建築家マックス・ヒンデルによる設計）

## 概説

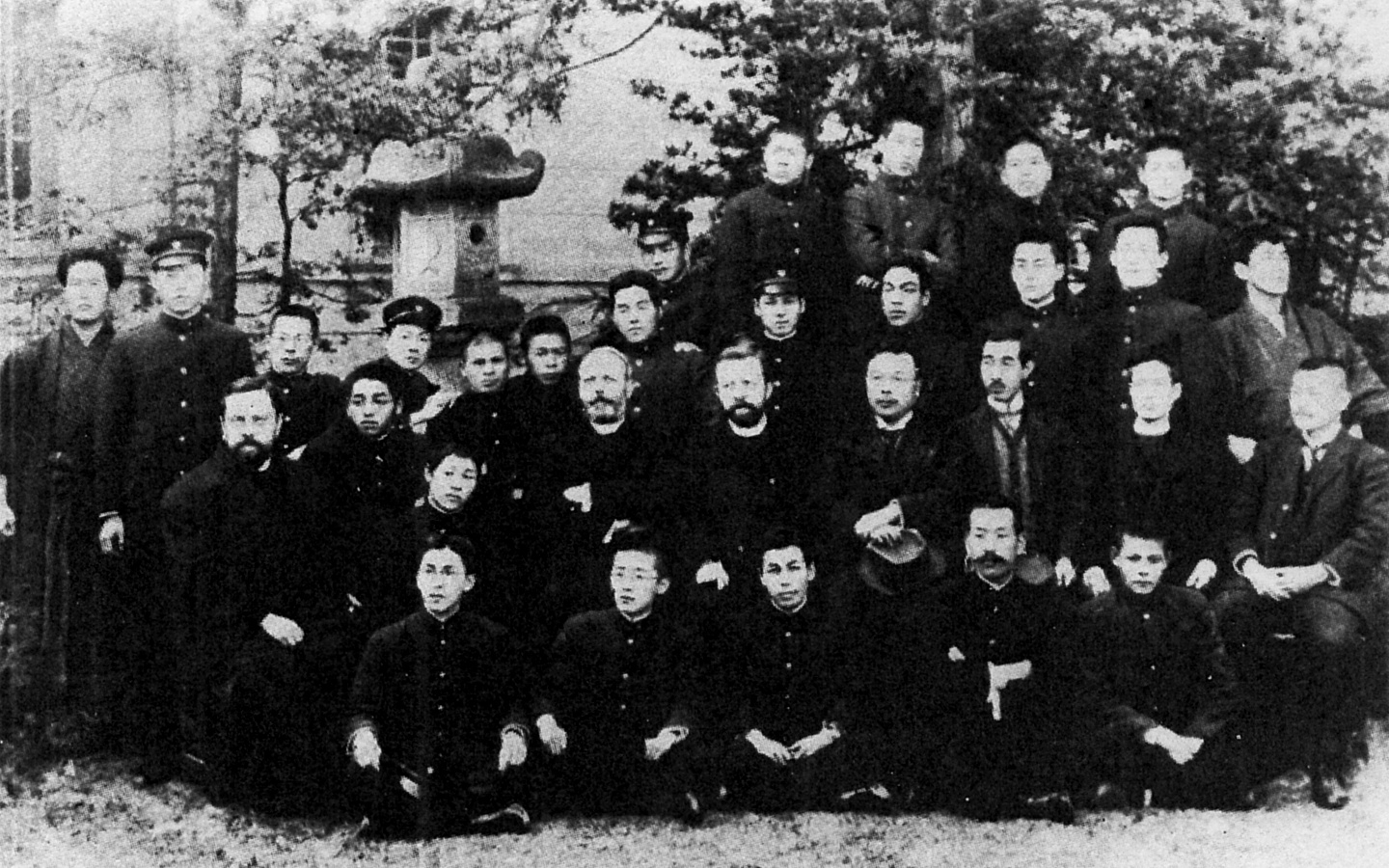
ヘルマン・ホフマン初代学長と上智大学第1期生

上智大学文学部は1928年に上智大学が大学令による大学として発足した際に商学部（現・経済学部）と共に設立された旧制文学部を前身として、新制大学への移行に伴い1948年に設置された。哲学科、史学科、国文学科、英文学科、ドイツ文学科、フランス文学科、新聞学科の7学科と保健体育研究室が設置されている。但し保健体育研究室は専攻学生は持たない。また、大学院文学研究科には哲学専攻、史学専攻、国文学専攻、英米文学専攻、ドイツ文学専攻、フランス文学専攻、新聞学専攻、文化交渉学専攻が存在する。
哲学科とドイツ文学科は1913年に商科（現・経済学部）と共に創設された上智大学で最も長い歴史を持つ学科である。また、萬朝報、東京日日新聞などに記者として所属した後、日本におけるジャーナリズム研究、マスコミュニケーション研究の草分け的存在となった小野秀雄により1932年に開設された新聞学科はメディア・ジャーナリズムを専門とする学部学科としては日本最古のものとされる（但し大学所属の研究機関としては同じく小野が1929年に設立した現在の東京大学大学院情報学環・学際情報学府の前身となる東京帝国大学文学部新聞研究室が存在する）。また、同学科の関連機関として上智大学メディア・ジャーナリズム研究所が存在する。
現在の上智大学外国語学部と総合人間科学部はそれぞれ学科を文学部から移設する形で開設されたものである。そのためかつて文学部には外国語学科（英語、ドイツ語、フランス語、イスパニア語、1958年に外国語学部へ改組）と教育学科、心理学科、社会学科、社会福祉学科（全て2005年に総合人間科学部へ改組）が存在した。

## 沿革

### 前史

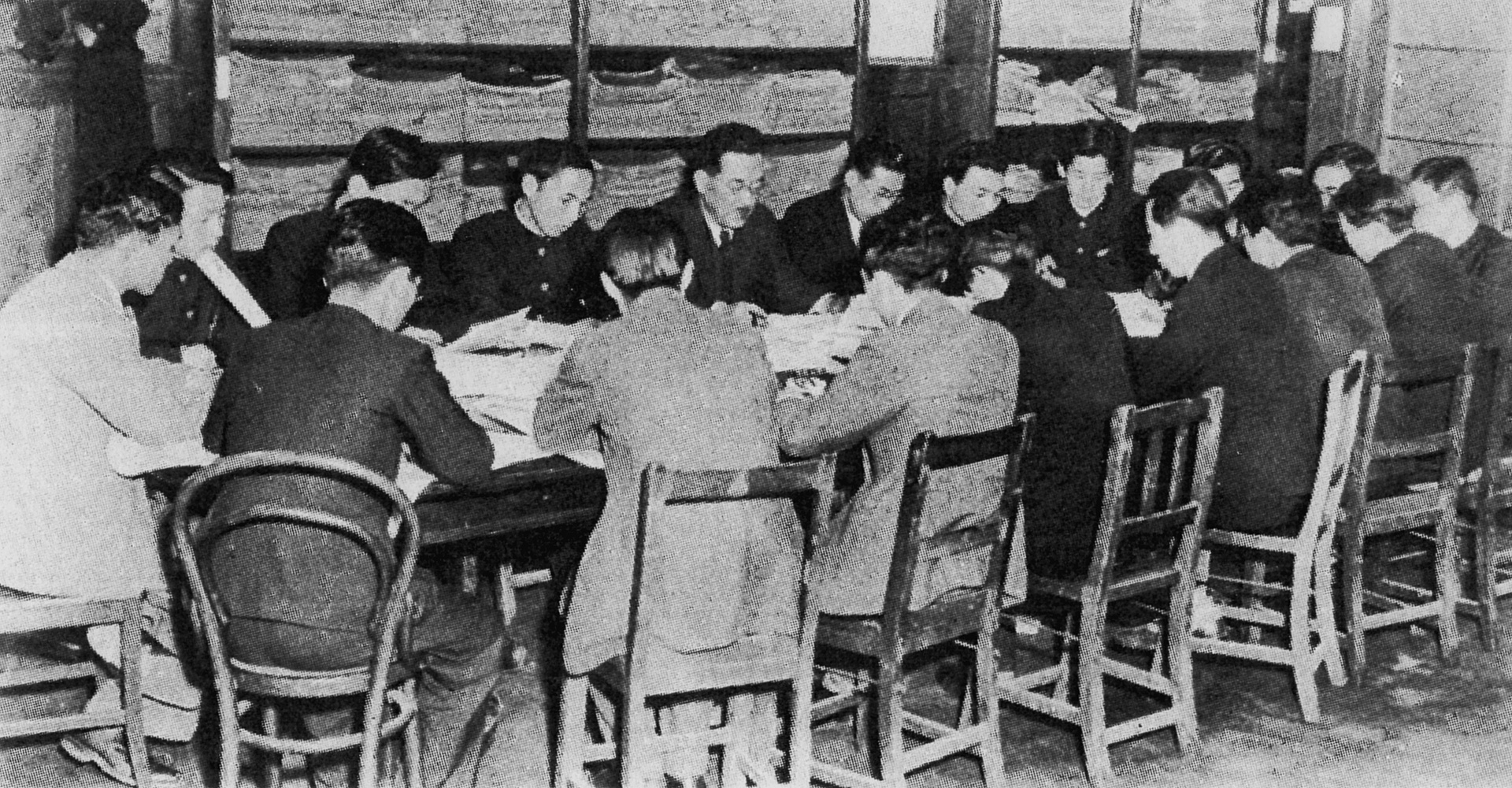
上智大学専門部新聞学科の演習風景

- 1913年　上智大学の開学に伴い哲学科、ドイツ文学科が設置される[4]。

### 旧制文学部（1928～1948年）
- 1928年　上智大学文学部（旧制）が設置され、哲学科、文学科が置かれる[4]。
- 1932年　専門部に新聞学科が設置（1948年に文学部へ移設）[4]。
- 1942年　文学部史学科を設置[1]。

### 文学部（1948年～現在）
- 1948年　新制大学として改組に伴い、文学部（哲学科、史学科、英文学科、ドイツ文学科、新聞学科）が設置（英文学科は新たに開設）[4]。
- 1952年　文学部教育学科を開設[4]。
- 1955年　文学部外国語学科（英語、ドイツ語、フランス語、イスパニア語）を設置[4]。
- 1958年　文学部外国語学科を移設し、外国語学部へと改組[4]。
- 1959年　文学部国文学科を開設[4]。
- 1966年　文学部フランス文学科、社会学科を設置[4]。
- 1976年　教育学科心理学専攻を心理学科へ、社会学科社会福祉学専攻を社会福祉学科へ改組[4]。
- 2005年　文学部から教育学科、心理学科、社会学科、社会福祉学科を移設し、総合人間科学部へと改組[4]。
- 2009年　文学部教育学科、社会学科を廃止[4]。
- 2010年　文学部心理学科を廃止[4]。

## 学科
- 哲学科 (Department of Philosophy)
1913年創設。在籍者は約280人、専任教員は9名[5][6]。「哲学思想系列」（哲学史、形而上学、認識論、自然哲学、科学論、論理学など）・「倫理学系列」（倫理思想史、倫理学の基礎理論、生命・環境・情報倫理など応用倫理学、社会哲学や政治哲学など）・「芸術文化系列」（美学、芸術学、文化・宗教・比較思想など）の３つの系列が設置されており、学生は2年次初めに系列を選択する[7]。
- 史学科 (Department of History)
1942年創設。在籍者は約320人、専任教員は9名[5][6]。「日本史」、「東洋史」、「西洋史」の各分野を扱う[8]。
- 国文学科 (Department of Japanese Literature）
  - 1959年創設。在籍者は約250人、専任教員は8名[5][6]。「国文学」「国語学」「漢文学」の3分野を主に扱う。
- 英文学科 (Department of English Literature）
  - 1948年創設。在籍者は約450人、専任教員は14名[5][6]。英語圏の文学・文化・思想を主に扱う。イギリス研究・アメリカ研究・言語研究の3コースが存在する。
- ドイツ文学科 (Department of German Literature)
  - 1913年創設。在籍者は約220人、専任教員は7名[5][6]。１・２年次に集中的にドイツ語教育を行い、３・４年次にドイツ語圏の文学、美術、音楽、映画、地域社会、日独の文化交渉などについて扱う。
- フランス文学科 (Department of French Literature)
  - 1966年創設。在籍者は約220人、専任教員は7名[5][6]。語学・文学・思想を中心にフランスの文化全般を扱う。1・2年次集中的にフランス語教育を行い、3・4年次に「フランス文学研究系列」、「フランス語学研究系列」、「フランス文化研究系列」の3系列から選択する[9]。
- 新聞学科 (Department of Journalism)
  - 1932年創設。在籍者は約540人、専任教員は8名[5][6]。大学におけるメディア・ジャーナリズム専攻の学科としては日本最古の学科とされる[3]。ジャーナリズム、新聞・放送・出版・映画・広告などのマス・メディア、インターネットなど、メディア・コミュニケーションの領域を扱う。「メディア・コミュニケーション」、「ジャーナリズム」、「情報社会・情報文化」の３コースが存在する[10]。
- 保健体育研究室（Department of Health and Physical Education）
  - 専任教員8名[6]。身体知、健康、フィットネスなどを扱う研究室[11]。学科ではないため専攻学生は持たない。身体文化系（講義・演習・実技）を開講[11]。

## 著名な出身者

### 文学
- 井上ひさし - 小説家
- 彩瀬まる - 小説家
- 安藤和津 - エッセイスト、元ニュースキャスター
- 井嶋ナギ - 著述家、日本文化研究家
- 川村元気 - 映画プロデューサー、小説家、絵本作家、2011年、藤本賞を史上最年少で受賞
- 久美沙織 - 小説家
- 倉橋耀子 - 児童文学小説家
- 今野敏 - ミステリー小説家
- 勝田紫津子 - 児童文学小説家
- さとうまきこ - 児童文学小説家
- 須賀しのぶ - 小説家
- 北林透馬 - 小説家
- 久田恵 - ノンフィクション小説家
- 堀田純司 - 小説家
- 正本ノン - 小説家
- 松久淳 - 小説家
- 三浦暁子 - エッセイスト
- みどりゆうこ - 小説家、エッセイスト
- 宮下奈都 - 小説家、『羊と鋼の森』で第13回本屋大賞受賞
- 諸田玲子 - 小説家
- 吉野万理子 - 小説家、脚本家
- 岡崎由紀子 - 脚本家
- 古屋雄作 - 脚本家、演出家、映像ディレクター
- 岡田壯平 - 映画字幕翻訳家
- 岸本佐知子 - 翻訳家、エッセイスト
- 佐藤真理子 - 翻訳家
- 井坂洋子 - 詩人
- 上田五千石 - 俳人
- 須藤徹 - 俳人、文芸評論家
- 鴇田智哉 - 俳人、俳誌「雲」編集長
- 穂村弘 - 歌人
- 四元康祐 - 詩人
- 桜小路かのこ - 漫画家
- 大澤武男 - 著述家、欧州史学家
- 栗田真二郎 - ライター
- 佐藤静夫 - 文芸評論家
- 古矢徹 - エディター、ライター
- 田中清行 - 編集者、元日本有権者連盟会長
- 大塚敦子 - ジャーナリスト、写真家、ノンフィクション小説家
- 久田恵 - ノンフィクション小説家、大宅壮一賞受賞
- 松井みどり - 美術評論家、元東北大学助教授

### 政界
- 島尻安伊子 - 衆議院議員、前参議院議員、前内閣府特命担当大臣（沖縄及び北方対策・科学技術政策・宇宙政策）
- 牧義夫 - 衆議院議員、元厚生労働副大臣
- 今井雅人 - 前衆議院議員、元維新の党幹事長、政務調査会長
- 中本太衛 - 元衆議院議員、自由民主党等
- 長谷川仁 - 元参議院議員、自由民主党、元参議院外務委員長、勲二等瑞宝章
- 藤尾正行 - 元衆議院議員、自由民主党、元文部大臣、元労働大臣、元自民党政調会長、正三位、勲一等旭日大綬章
- 米長晴信 - 元参議院議員、民主党、みんなの党
- 木内基容子 - 東京都八王子市副市長（女性初）
- 古塩政由 - 神奈川県綾瀬市長
- 三浦基裕 - 新潟県佐渡市長
- 佐藤梓 - 東京都八王子市議会議員

### 官界
- 藤本真樹 - デジタル庁最高技術責任者、グリー取締役最高技術責任者
- 青木保 - 文化庁長官（第18代）、国立新美術館元館長、紫綬褒章受章、瑞宝重光章受章
- 田中弥生 - 会計検査院長、元大学評価・学位授与機構教授、元日本NPO学会会長
- 加藤隆一 - 駐ギニア特命全権大使
- 塚原大貮 - 駐ベナン特命全権大使、元在マルセイユ日本国総領事
- 鈴木規子 - 国際協力機構（JICA）理事・国際緊急援助隊事務局長、元国際協力機構（JICA）スリランカ・マレーシア事務所長、宮内庁皇嗣職宮務官

### 財界
- 池村和也 - エスビー食品代表取締役社長
- 奥村光林 - 近畿放送（現・京都放送）元代表取締役社長
- 藤田佳久 - 日東富士製粉代表取締役社長、製粉協会会長
- 野中ともよ - 三洋電機元代表取締役会長兼CEO、アサヒビール元社外取締役
- 相崎由松 - 長野放送相談役・元代表取締役社長、旭日小綬章受章
- 石田哲哉 - ダイヤモンド社代表取締役社長
- 岩野裕一 - 実業之日本社代表取締役社長
- 江幡幸伸 - 東京スポーツ新聞社元取締役相談役・代表取締役社長
- 大森壽郎 - 博報堂DYメディアパートナーズ取締役会長・元代表取締役社長
- 片木康行 - マッキャン・ワールドグループホールディングス元代表取締役社長兼CEO
- 小宮邦安 - テレビ神奈川特別顧問・元代表取締役社長
- 近藤俊一郎 - 産業経済新聞社元顧問・取締役副会長
- 佐藤雄二郎 - 共同通信社代表取締役社長
- 高木敏弘 - テレビ西日本元代表取締役社長
- 新名新 - 出版デジタル機構代表取締役社長、メディアドゥ代表取締役社長、角川書店（現・KADOKAWA）常務取締役
- 都村智史 - 京王電鉄代表取締役社長社長執行役員
- 濱口浩三 - 東京放送（TBSテレビ、現・東京放送ホールディングス）元社長室名誉顧問・相談役・代表取締役社長、マスコミ功労者顕彰放送部門選出
- 松本寛 - テレビ新広島元代表取締役社長
- 山本邦義 - 高知放送相談役・元代表取締役会長・代表取締役社長
- 金子新司 - 京急百貨店取締役社長
- 髙野由美子 - オリエンタルランド次期代表取締役会長兼CEO（女性初）、ミリアルリゾートホテルズ代表取締役会長
- 高橋利夫 - 第一三共ヘルスケア元代表取締役社長、日本OTC医薬品協会元副会長
- 中田華寿子 - ライフネット生命保険元取締役CCO、マネースクエア取締役、アドバンスクリエイト取締役、ispace取締役
- 柴田励司 - マーサー・ヒューマン・リソース・コンサルティング（現・マーサージャパン）元代表取締役社長
- 川城和実 - バンダイビジュアル（現・バンダイナムコアーツ）代表取締役社長
- 高橋浩 - 東映アニメーション元取締役相談役・取締役会長・代表取締役社長
- 武藤芳彦 - ユナイテッド・シネマ元代表取締役社長
- 岡部豊 - アンビッシュ代表取締役社長、ニッポン放送元ディレクター・プロデューサー
- 蟹瀬令子 - イオンフォレスト特別顧問、ケイ・アソシエイツ代表取締役社長

### 学者・研究者
- 青井明 - フランス語学者、言語学者、国際基督教大学名誉教授、パリ第7大学博士号
- 青木深 - 歴史学者、都留文科大学文学部教授、一橋大学博士号
- 浅川達人 - 社会学者、早稲田大学人間科学学術院教授、日本都市社会学会会長、東京都立大学博士号
- 阿部仲麻呂 - 日本カトリック神学会評議員、上智大学神学部非常勤講師、神学博士号
- 飯盛義徳 - 行政学者、慶應義塾大学総合政策学部教授、慶應義塾大学博士号
- 飯山陽 - イスラム思想研究者、麗澤大学国際問題研究センター客員教授、東京大学博士号
- 石田浩 - 社会学者、東京大学名誉教授、元東京大学社会科学研究所所長、ハーバード大学博士号
- 板橋勇仁 - 哲学者、立正大学文学部哲学科教授、上智大学博士号（哲学）
- 伊藤益 - 哲学者、筑波大学大学院人文科学研究科教授、筑波大学博士号
- 小山秀夫 - 経営学者、静岡県立大学経営情報学部教授
- 清水敏允 - 経営学者、神奈川大学名誉教授、ケルン大学博士号
- 諏訪亜紀 - 環境学者、京都女子大学教授、ロンドン大学博士号
- 井上泰至 - 国文学者、防衛大学校教授
- 岩村圭南 - コンテンツ・クリエイター、教育学者・英語学者、元上智大学短期大学部助教授
- 太田宏 - 国際政治学者、早稲田大学教授、コロンビア大学博士号
- 大橋容一郎 - 哲学者、上智大学文学部哲学科教授、文学部長
- 大橋崇行 - 日本近代文学、東海学園大学准教授
- 小林章夫 - 英文学者、上智大学教授、上智大学博士号
- 加藤九祚 - 民族学者、国立民族学博物館名誉教授、大阪大学博士号
- 蟹瀬誠一 - ジャーナリスト、明治大学教授、ランバート大学名誉博士号
- 刈田元司 - 英米文学者、上智大学名誉教授、勲三位旭日中綬章受章
- 神作研一 - 国文学者、国文学研究資料館副館長・教授、日本古典文学学術賞、京都大学博士号
- 木村直司 - ドイツ文学者、上智大学名誉教授、ミュンヘン大学博士号
- 金田一秀穂 - 言語学者、評論家、杏林大学教授、東京外国語大学博士号
- 五野井隆史 - 歴史学者、東京大学名誉教授、九州大学博士号
- 桜井啓子 - イスラーム研究者、早稲田大学国際教養学部教授、早稲田大学イスラーム地域研究機構長
- 白崎嘉昭 - ドイツ文学者、東京慈恵会医科大学医学部教授
- 首藤佐智子 - 言語学者、早稲田大学教授、ジョージタウン大学博士号
- 戸川敬一 - ドイツ文学者、上智大学名誉教授
- 諏訪部浩一 - アメリカ文学者、東京大学大学院人文社会系研究科准教授、ニューヨーク州立大学バッファロー校博士号
- 高倉浩樹 - 社会人類学者、東北大学教授、元地域研究コンソーシアム運営委員長、元日本学術会議会員、東京都立大学博士号
- 武市英雄 - 新聞学者、上智大学名誉教授、日本マス・コミュニケーション学会会長
- 植田康夫 - ジャーナリスト、上智大学名誉教授、日本出版学会元会長、日本マス・コミュニケーション学会元副会長
- 鈴木晶子 - 哲学者、京都大学名誉教授、元日本学術会議会員、上智大学博士号
- 鈴木雄雅 - 新聞学者、上智大学名誉教授、上智大学博士号
- 勝呂奏 - 日本近代文学、桜美林大学教授
- 高梨敬一郎 − アナウンサー、関西国際大学教授
- 高橋裕子 - 西洋美術研究者、学習院大学教授、東京大学修士号
- 巽孝之 - 英文学者、慶應義塾大学名誉教授、慶應義塾ニューヨーク学院長、元日本アメリカ文学会会長、コーネル大学博士号
- 外岡尚美 - アメリカ文学者、青山学院大学元副学長（女性初）、青山学院大学教授、ハワイ大学博士号
- 鶴田欣也 - 比較文学者、元ブリティッシュ・コロンビア大学教授、ワシントン大学博士号
- 栩木伸明 - アイルランド文学者、早稲田大学教授
- 栩木玲子 - アメリカ文学者、法政大学国際文化学部教授、上智大学博士号
- 野谷啓二 - 英文学、神戸大学教授、上智大学博士号
- 永田淑子 - 英文学者、藤女子学園理事長・藤女子大学学長、上智大学博士号
- 平野威馬雄 - 仏文学者、詩人、平野レミの父親
- 福田逸 - イギリス文学者、明治大学商学部教授
- 桝井省志 - 映画プロデューサー、東京芸術大学大学院映像研究科映画専攻教授
- 木幡和枝- アートプロデューサー、東京芸術大学名誉教授
- 中村隆夫 - 美術史、多摩美術大学博士後期課程教授、慶應義塾大学修士号
- 杉野健太郎 - 英文学者、信州大学人文学部教授
- 嶋田洋一郎 - ドイツ文学者、九州大学大学院比較社会文化研究院教授
- 黒沢文貴 - 歴史学者、東京女子大学教授、慶應義塾大学博士号
- 剣持久木 - 歴史学者、静岡県立大学国際関係学部教授
- 小菅信子 - 歴史学者（日本近現代史）、政治学者（国際関係論）、山梨学院大学法学部政治行政学科教授、上智大学修士号
- 斎藤聖二 - 歴史学者、茨城キリスト教大学教授
- 櫻井良樹－歴史学者、麗澤大学外国語学部長
- 杉崎泰一郎 - 歴史学者、中央大学教授、上智大学博士号
- 松田毅一 - 歴史学者、京都外国語大学名誉教授、立教大学博士号
- 清岡智比古- フランス語学者、明治大学教授
- 関口存男 - ドイツ語学者、慶應義塾大学教授
- 関口一郎 - ドイツ語学者、慶應義塾大学教授
- 久山宗彦 - 宗教学者、元法政大学教授、元星美学園短期大学学長、元カリタス女子短期大学学長
- 粉川哲夫 - 現代思想学者、東京経済大学教授、文学部哲学科卒、早稲田大学修士号
- 村井則夫 - 哲学者、中央大学文学部教授、上智大学博士号
- 高桑純夫 - 昭和期の平和運動家、原水爆禁止日本国民会議元事務局長
- 高橋美保 - 心理学者
- 久田満 - 心理学者、上智大学名誉教授、慶應義塾大学修士号、東京大学博士号
- 津田彰 - 心理学者、久留米大学名誉教授、元日本健康支援学会会長、元日本行動科学学会会長、久留米大学博士号
- 富田隆 - 心理学者、駒沢女子大学教授
- 山崎久美子 - 臨床心理学者、防衛医科大学校准教授、東京医科歯科大学元教授、早稲田大学元教授、上智大学博士号
- 永田祐 - 社会福祉学者、同志社大学社会学部社会福祉学科准教授、上智大学博士号
- 渡辺文夫 - 心理学者、上智大学名誉教授、上智大学博士号
- 岩崎清隆 - 作業療法研究者、群馬大学医学部准教授
- 北中淳子 - 医療人類学者、慶應義塾大学文学部教授、シカゴ大学修士号、マッギル大学博士号
- 富田真知子 - 老年学者、ニューヨーク州立大学バッファロー校教授、ミネソタ大学博士号
- 山口いつ子 - 情報法学者、東京大学大学院情報学環・学際情報学府教授、東京大学博士号
- 山道佳子 - 歴史学者、慶應義塾大学文学部教授、元スペイン史学会代表
- 渡邊頼純 - 国際政治経済学者、慶應義塾大学名誉教授、元外務省参与

### 宗教
- 金寿煥 - カトリック枢機卿（韓国人初）
- 白柳誠一 - カトリック枢機卿

### 文化・芸能
- 石井聖子 - 歌手
- 宮永治郎 - ミュージシャン
- 山田五郎 - 評論家、タレント
- 売野雅勇 - 作詞家
- 森雪之丞 - 作詞家
- 矢沢洋子 - ミュージシャン　ボーカル
- 吉田鋼太郎 - 俳優
- 渡部瑞貴 - 女優
- 上杉聰 - 評論家、部落史研究家
- 宇野維正 - 映画・音楽ジャーナリスト
- 大竹昭子 - 写真評論家
- 山本一太 - 音楽ライター
- 近藤隆夫 - スポーツライター
- 孔健 - 評論家、チャイニーズドラゴン新報社編集主幹、中国画報社中日総代表
- 山本由樹 - 雑誌編集者
- 伊藤えみ - タレント
- 春香クリスティーン - タレント
- 岩井映美里 - 声優
- 小林麻央 - タレント
- 田代友里恵 - ファッションモデル、実業家
- 玉川奈々福 - 浪曲師、曲師
- 知花くらら - リポーター、2006年度の準ミス・ユニバース
- 八島さらら - 声優、元アフィリア・サーガ
- 佐藤ともやす - DJ、パーソナリティ、ローカルタレント
- トムセン陽子 - ラジオパーソナリティ
- ヤマダケイコ - VJ、DJ、ナレーター
- 朝間義隆 - 映画監督
- 市原克也 - AV監督、AV男優
- 高田雅博 - 映画監督、CMディレクター
- 山戸結希 - 映画監督
- 入船亭扇治 - 落語家
- 都築響一 - 写真家・編集者
- 小山水城 - ミュージシャン
- 遠藤征慈 - 俳優、声優
- 笠木望 - 映画監督

### 放送
- 糸井羊司 - NHKアナウンサー
- 磯浦康二 - 元NHKアナウンサー
- 岩野吉樹 - NHKアナウンサー
- 杉浦友紀 - NHKアナウンサー、2003ミス・ソフィア
- 高市佳明 - NHKアナウンサー
- 鳥海貴樹 - NHKアナウンサー
- 細田史雄 - NHKアナウンサー
- 望月豊 - NHKアナウンサー
- 平川健太郎 - 日本テレビアナウンサー
- 深堀恵美子 - 元日本テレビアナウンサー
- 有村美香 - TBSテレビアナウンサー
- 上村彩子 - TBSテレビアナウンサー
- 田村真子 - TBSテレビアナウンサー
- 豊田綾乃 - TBSテレビアナウンサー
- 阿部知代 - 元フジテレビアナウンサー
- 内田嶺衣奈 - フジテレビアナウンサー
- 西山喜久恵 - フジテレビアナウンサー
- 政井マヤ - 元フジテレビアナウンサー
- 松本方哉 - フジテレビ報道キャスター、ジャーナリスト
- 吉田伸男 - 元フジテレビアナウンサー
- 植村なおみ - 読売テレビアナウンサー
- 中元綾子 - 元読売テレビアナウンサー
- 深井ゆきえ - ミヤギテレビアナウンサー
- 本田恭子 - 熊本放送アナウンサー
- 若月雄介- 静岡第一テレビ元アナウンサー
- 天野ひかり - フリーアナウンサー
- 蟹瀬誠一 - ジャーナリスト、ニュースキャスター、明治大学国際日本学部・学部長
- 川島葵 - 元東海ラジオアナウンサー
- 那須恵理子 - ニッポン放送アナウンサールーム長
- 雪野智世 - フリーアナウンサー（元・テレビ朝日）
- 石田英司 - 毎日放送（MBS）テレビ制作局制作一部専任部長
- 磯山晶 - TBSテレビプロデューサー
- 齊藤紀子 - テレビ東京プロデューサー
- 澤田鎌作 - TVドラマ監督
- 関根光才 - 映像ディレクター
- 高瀬真尚 - クリエイティブディレクター・プロデューサー
- 谷口大二 - フジテレビディレクター
- 堀越徹 - 日本テレビプロデューサー
- 牧嶋博子 - TBS女性報道記者
- 山本布美江 - フジテレビディレクター

### その他
- 岩村圭南 - コンテンツ・クリエイター、英語講師
- 朴梨恵 - フランス料理専門家
- 水谷修 - 教育者、夜回り先生
- 橋詰尚子 - 気象予報士
- 古川和 - 独立行政法人国立青少年教育振興機構理事長、ティーチングキッズ代表[12]